# Keld & Hilda
Keld & Hilda er en dansktop-duo, bestående af ægteparret Keld og Hilda Heick.
Efter en årrække sammen med Keld & The Donkeys valgte Keld Heick i 1976 at forene sin musikalske karriere, med sit familieliv – og starte et musikalsk samarbejde op med Hilda.
Igennem årene har Keld & Hilda indspillet en lang række plader, optrådt til adskillige arrangementer og medvirket i Dansk Melodi Grand Prix i flere omgange.
Parret annoncerede, at de ville indstille karrieren i efteråret 2023.

## Diskografi
- Keld & Hilda (1981)
- Duft af sommer (1982)
- 7-9-13 (1984)
- Mirakler (1986)
- Pusterum (1987)
- Kun et øjeblik (1988)
- Hva' vil du ha'? (1990)
- Det vi aldrig sagde (1992)
- Lige i øjet (som Keld, Hilda & The Donkeys) (1994)
- Hatten af... (som Keld & Hilda med The Donkeys) (1995)
- Hit med Heick (2000)
- Hold da helt fest (2003)
- Danmark i mit hjerte (2006)
- Dengang og nu (2012)
- Hele vejen' (2022)
- Kun til jul (2023)